# Vretsia
Vretsia (griechisch Βρέτσια, türkisch Vretça) ist eine verlassene Gemeinde im Bezirk Paphos in der Republik Zypern. Bei der Volkszählung im Jahr 2021 hatte sie keine Einwohner.

## Lage und Umgebung

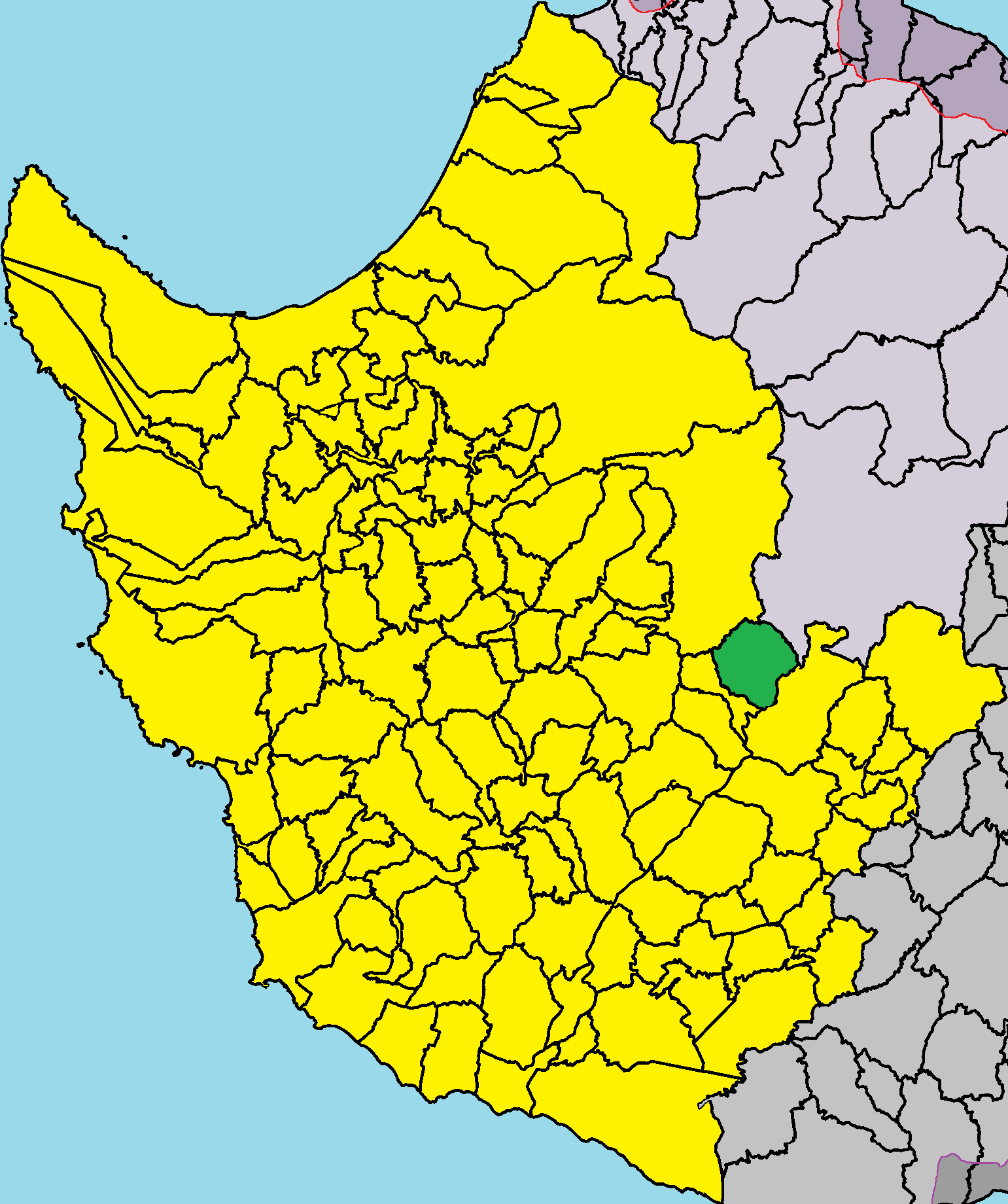
Lage im Bezirk Paphos

Vretsia liegt im Osten des Bezirks Paphos auf der Mittelmeerinsel Zypern auf einer Höhe von etwa 590 Metern, etwa 38 Kilometer nordöstlich von Paphos, 62 Kilometer nordwestlich von Limassol und 115 Kilometer südwestlich von Nikosia. Das 11,0821 Quadratkilometer große Dorf grenzt im Norden an Pano Panagia, im Osten an Mylikouri, im Süden an Agios Ioannis und im Westen an Kilinia.
Die durchschnittliche jährliche Niederschlagsmenge beträgt rund 700 Millimeter. Ein Teil des Paphos-Staatswaldes liegt innerhalb der Verwaltungsgrenzen.

## Geschichte
Das Gebiet von Vretsia ist seit der Antike besiedelt. Ausgrabungen brachten die Überreste eines epipaläolithischen Lagers, viele Steingegenstände und stark verbrannte Werkzeuge ans Licht. Der Mythologie zufolge wurde die Siedlung von König Kinyras auf Wunsch seiner jüngsten Tochter Vreia errichtet, dort zu leben. Er nannte die Siedlung Vreia (griechisch Βραισία). Im Zentrum der Siedlung baute er einen Tempel der Aphrodite.
Als sich das Christentum in Zypern durchsetzte, versuchten die Einwohner den Tempel der Aphrodite zu schützen, indem sie ihn mit Erde bedeckten und ihre Siedlung weiter nach Westen an ihren heutigen Standort verlegten. Zur Zeit der fränkischen Herrschaft der Ort ein Lehen.
Zur Zeit der türkischen Besetzung wurden die christlichen Einwohner gezwungen, Linobambaki zu werden, um der Unterdrückung und Tyrannei der Osmanen zu entkommen. Aus diesem Grund benannten sie ihre Siedlung in Vretsia um. 1958 nahmen die Zyperntürken den alternativen Namen Dagasan an, was soviel bedeutet wie „Menschen, die den Berg überwinden“.

### Bevölkerungsentwicklung
Laut den in Zypern durchgeführten Volkszählungen bestand die Bevölkerung von Vretsia bis 1974 aus Zyperntürken. Zyperngriechen waren wenige.
Während der türkischen Invasion von 1974 weigerten sich die türkisch-zypriotischen Kämpfer von Vretsia, sich den griechisch-zypriotischen Streitkräften zu ergeben, die versuchten, die türkisch-zypriotischen Gemeinschaften zu entwaffnen. Nach dem Waffenstillstand im August 1974 flohen viele Bewohner durch die Berge nach Nordzypern, das unter der Kontrolle der türkischen Armee stand. Diejenigen, die in Vretsia blieben, zogen am 1. September 1975 in Begleitung der UNFICYP-Eskorte nach. Sie ließen sich in verschiedenen Gebieten nieder, darunter Lapta, Neo Chorio, Kato Zodia, Katokopia, Famagusta, Nikosia, Kyrenia und Morfou.
Nur wenige Einwohner blieben in Vretsia, die das Dorf später auch verließen. Laut der Volkszählung von 2001 lebten keine Einwohner in der Gemeinde, während bei der Volkszählung von 2011 ein Einwohner gezählt wurde. 2021 war das Dorf wieder verlassen.
Die folgende Tabelle zeigt die Bevölkerung der Gemeinde gemäß den in Zypern durchgeführten Volkszählungen.
| Jahr      | 1881 | 1891 | 1901 | 1911 | 1921 | 1931 | 1946 | 1960 | 1973 | 1976 | 1982 | 1992 | 2001 | 2011 | 2021 |
| Einwohner | 235  | 305  | 314  | 319  | 383  | 355  | 395  | 386  | 498  | 0    | 5    | 3    | 0    | 1    | 0    |